# Rafflesia speciosa
 (mars 2012).
Si vous disposez d'ouvrages ou d'articles de référence ou si vous connaissez des sites web de qualité traitant du thème abordé ici, merci de compléter l'article en donnant les références utiles à sa vérifiabilité et en les liant à la section « Notes et références ».
Espèce
Rafflesia speciosa est une espèce de plantes à fleurs de la famille des Rafflesiaceae. C'est une plante parasite endémique de l'île de Panay aux Philippines. Rafflesia speciosa est la troisième espèce du genre Rafflesia documentée se trouvant aux Philippines, après Rafflesia manillana et Rafflesia schadenbergiana. Elle fait partie des espèces de Rafflesia de taille moyenne (Meijer, 1997). L'espèce a été nommée par Julie Barcelona et Edwino Fernando.
Rafflesia speciosa a été découverte dans les montagnes du Parc Naturel Sibalom (notamment au mont Porras) dans l'île de Panay dans la province d'Antique par les membres d'un club de plein air. Elle a été adoptée comme le symbole du Parc Naturel Sibalom et de la municipalité de Sibalom.